# 聖ペテロの否認 (カラヴァッジョ)
『聖ペテロの否認』（せいペテロのひにん、伊: Negazione di san Pietro、英: The Denial of Saint Peter）は、17世紀イタリア・バロック期の巨匠ミケランジェロ・メリージ・ダ・カラヴァッジオが1610年にキャンバス上に油彩で制作した絵画である。カラヴァッジオが生涯最後の数か月に描いた作品の1つで、様式的にも技法的にも『聖ウルスラの殉教』 (ゼバッロス・スティリアーノ宮殿、ナポリ) に近い。1997年のヘルマン (Herman) とライラ・シックマン (Lila Shickman) の寄贈およびライラ・アチソン・ウォレス (Lila Acheson Wallace) の助成によって購入されて以来、ニューヨークのメトロポリタン美術館に所蔵されている。

## 歴史
最近になって、1631年に画家グイド・レーニが本作を所有していたという興味深い事実が明らかになった。レーニは1610-1612年に版画家ルカ・チャンベルラーノ (Luca Ciamberlano) といっしょにした仕事の報酬が手元に届かなかったため、報酬を取り立てようとしたが、その過程でチャンベルラーノから現金の代わりにカラヴァッジオの『女中をともなうペテロの否認』を譲られたのである。レーニは絵画の買い手を探し、その結果、ローマの名家サヴェッリ家出身の枢機卿パオロ・サヴェッリの手に渡った。研究によって、この絵画はサヴェッリ家の1631年と1650年の収蔵品目録に記載されていることが判明しており、後者の目録ではカラヴァッジオ作とされている。絵画の裏側にもサヴェッリ家の所有であったことを示唆する文字が残っている。
後に本作は歴史の闇に消えたが、第二次世界大戦後のナポリの美術市場でコレクターのヴィンチェンツォ・インパラート・カラッチョーロが買い求め、それを有名な修復家ピーコ・チェッリーニが修復したことで日の目を見ることになった。イタリアの美術史家ロベルト・ロンギは修復前の絵画をバルトロメオ・マンフレーディ作としていたが、修復後にはカラヴァッジオの真筆と認めた。その時期とほぼ同じ1964年 (カラッチョーロの娘の代になっていた)、絵画はある修復家によってスイスに持ち出されて、売却され、最終的にメトロポリタン美術館に収蔵された。しかし、本作のイタリア国外持ち出しに関しては「違法である」としばしば書かれ、ごく最近の2020年にもイタリア上院議員5人によって絵画の返還を要求すべきではないかという文部大臣宛ての質問状が出されるなど問題が残っている。

## 作品
本作の主題は、「マタイによる福音書」 (26章69-75)、「マルコによる福音書」 (14章66-72)、「ルカによる福音書」 (22章54-62)、「ヨハネによる福音書」 (18章15-18) から採られている。イエス・キリストが捕縛され、大祭司カヤパの屋敷で尋問されている間、中庭で焚火にあたっていた人々の中に聖ペテロも加わっていた。その姿を見た女中が「この人もイエスといっしょにいた」と指摘する。自身も捕らえられかねないと思ったペテロは、すぐさま否定した。ペテロが門の方に向かうと、別の女中がまたしても「この人はイエスといっしょにいた」と指摘するが、ペテロはふたたび否定する。しばらくして、このやり取りを聞いていた別の人が「確かにお前もあの連中の仲間だ」というが、ペテロはまたも否定する。その時、朝を告げる鶏が鳴いた。ペテロは「鶏が二度鳴く前に、あなたは三度私を知らないというだろう」というキリストの予言を思い出し、外に出て激しく泣いた。

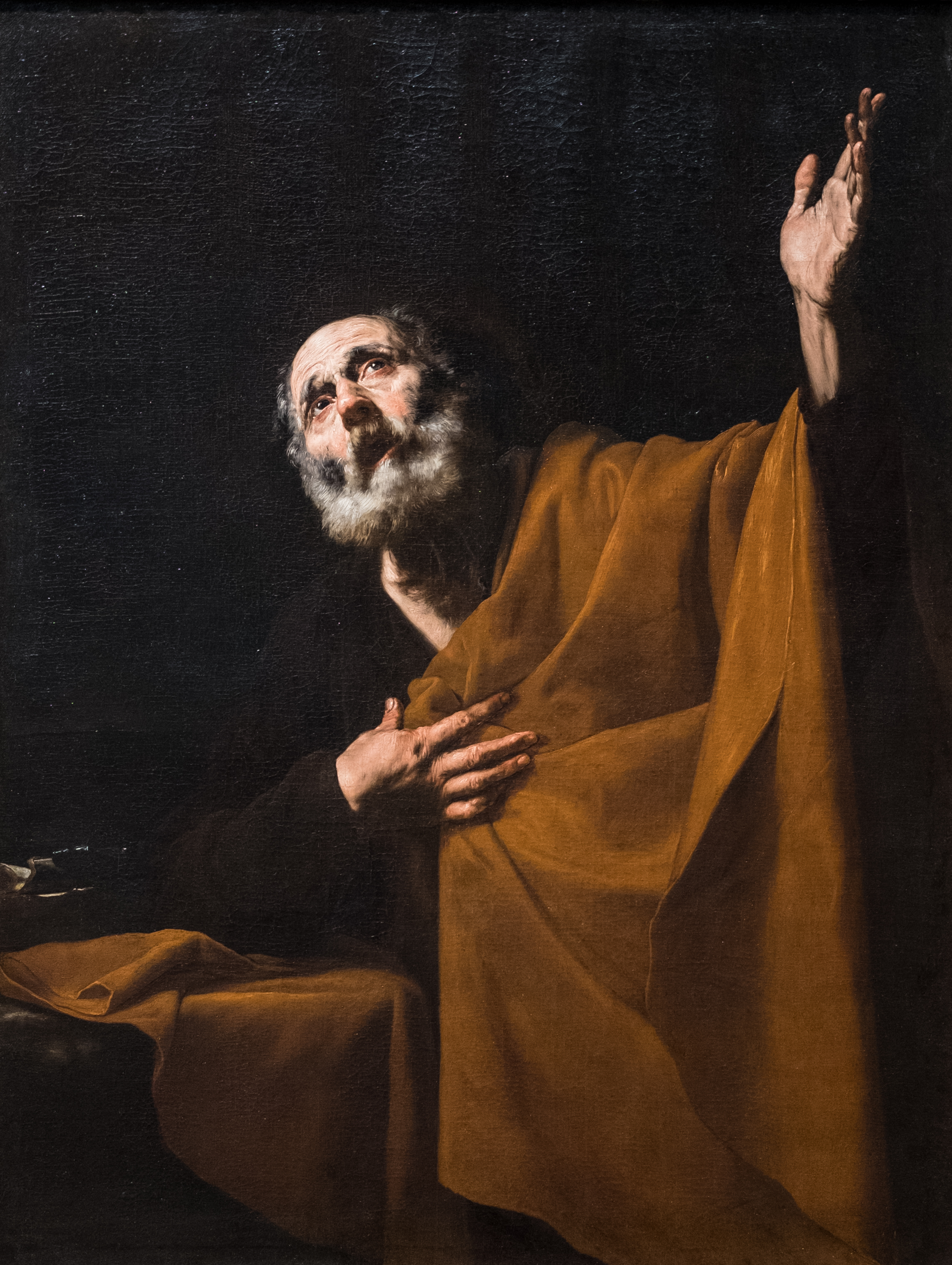
ホセ・デ・リベーラ『悔悛する聖ペテロ』 (1628-1632年ごろ)、シカゴ美術館

本作は、素早く荒々しい筆触で緊迫したドラマが描かれている。登場人物は極限まで減らされ、ペテロと女中、そして人々を代表する兵士のみが表されている。3人ともクローズアップされ、女中はペテロを両手で指しつつ兵士の方を振り返っている。彼女の顔の表現は見事で、カラヴァッジオの晩年様式に合致する。陰の中にいる兵士はペテロを指さしながら問い詰めている (彼の兜は16世紀のものであると指摘されている)。女中の2本の指と兵士の1本の指は、ペテロを3度詰問したことを示唆する。ペテロは両手を胸に当てて自分を示し、否認とともに後悔を表しているかのようでもある。
人物たちの背後には火の粉が見え、暖炉があることがわかる。カラヴァッジオの後期作品に見られる劇的な効果は明るい光の当たる部分と暗い背景の対比によって生み出されているが、本作の光は女中とペテロを照らし、劇的であると同時に象徴的な意味を帯びているように見える。カラヴァッジオの時代には、対抗宗教改革の精神に忠実な主題として「涙を流す悔悛する聖ペテロ」が多く描かれた。これに対し、カラヴァッジオは「聖ペテロの否認」という主題を扱っており、人間とは弱いものだといいたかったのかもしれない。